# Villanueva de la Torre
Villanueva de la Torre – gmina w Hiszpanii, w prowincji Guadalajara, w Kastylii-La Mancha, o powierzchni 11,09 km². W 2011 roku gmina liczyła 6438 mieszkańców.